# Filmový žánr
Filmový žánr (fr. genre – rod) rozděluje filmy, které mají společné znaky z hlediska námětu, zápletky, zpracovávaného tématu, kompozice a některých dalších typických prvků, znaků a propriet. Tyto snadno rozpoznatelné rysy umožňují divákovi snáze se na film naladit. Každý žánr stojí na svých silných stránkách, skrze které se snaží udržet divákův zájem. Kupříkladu, přitažlivou silou mysteriózního filmu je divákův zájem o rozkrytí záhady. Pokud by lidem nešlo hrát na tuto strunu, žánr by neexistoval. 
Film, který v porovnání s literaturou a dramatem patří mezi „mladá“ umění, přebíral žánry právě od nich.  
Filmy se dělí do žánrů, subžánrů a hybridních žánrů. Ač pod každý žánr spadají obsahové i formální aspekty, přesto některé žánry odkazují spíše na obsah děl (např. ve slasheru nějaký maskovaný vrah postupně zabíjí skupinu studentů), zatímco jiné pouze na formu (pro dokument je typický vypravěč, archivní záběry a koncept mluvících hlav – o obsahu to však neříká nic, takže může jít o dokument o nějaké osobnosti, o přírodě a společenském fenoménu...)

## Přehled hlavních filmových žánrů
Přehled si nedělá nároky na kompletnost. V závorce za názvy jsou uvedeny příklady filmů. Některé filmy lze zařadit do více různých žánrů současně, i filmové umění může jít tzv. napříč žánry.

### Drama
- válečné drama (Zachraňte Vojína Ryana (1998), Statečné srdce (1995), Lawrence z Arábie (1962))
  - protiválečné drama (Apokalypsa (1979), Četa (1986), Signum laudis (1980), Olověná vesta (1987))
- sportovní drama (Rocky (1976), Zuřící Býk (1980), Warrior (2011), Rivalové (2013), Le Mans '66 (2019))
- rodinné drama (Obyčejní lidé (1980), Life for Ruth (1962))
- vztahové drama (Americká krása (1999), Prostřihy (1993))
  - manželské drama (Scény z manželského života (1973), Kdo se bojí Virginie Woolfové? (1966), Krammerová versus Krammer (1979), Revolutionary Road (2008))
  - partnerské drama (Malcolm a Marie (2021), La La Land (2016), Věčný svit neposkvrněné mysli (2004))
  - homosexuální vztahové drama (Zkrocená hora (2005), Dej mi své jméno (2017))
  - romantické drama (Před soumrakem (2004), Podzim v New Yorku (2000), Madisonské mosty (1995), Vzpomínky na lásku (2004))
- melodrama (Titanic (1997))
- psychologické drama (Taxikář (1976), Joker (2019), Až na Krev (2007), Černá labuť (2010), Dogville (2003), Počítání mrtvých (1999), Apokalypsa (1979))
- společenské drama (Zapadákov (1971), Putney Swope (1969), Dívka Rosemarie (1958), Televizní společnost (1976), Zlo mezi námi (2003))
- politické drama (Všichni prezidentovi muži (1976), Přiznání policejního komisaře prokurátorovi republiky (1971), Pan Smith přichází (1939), Vyšetřování skončilo, zapomeňte (1972), Doznání (1970), Případ Pelikán (1993), Chicagský tribunál (2020))
- bezkonfliktní drama (Paterson (2016), Gummo (1997))
- konverzační drama (Pozemšťan (2007), My Dinner with Andre (1981), Malcolm a Marie (2021))

### Kriminální film
(Fargo (1996), Zmizení (2013), Zmizelá (2014), Na špatné straně (2018), Zabiják Joe (2011), Gauneři (1992), Svatý Pavouk (2022), Podfu(c)k (2000)) 
- policejní film (Špatnej polda (2009) Poslední Skaut (1991), V žáru noci (1967), Radikální řez (1983), Smrtonostná past (1988), Smrtonosná zbraň (1987))
- gangsterský film 
  - heist movie (Nelítostný Souboj (1995), Dannyho parťáci (2001), Rychle a Zběsile 5 (2011))
  - mafiánský film (Mafiáni (1990), Kmotr (1972), Irčan (2019), Zjizvená tvář (1983), Americký Gangster (2007))
  - detektivní film (Čínská čtvrť (1974), Sedm (1995), Vertigo (1958), Vražda v Orient  Expresu (2017))
- špionážní film (Mission Impossible (1996))

### Justiční drama
(Philadelphia (1993), Kdo Seje Vítr (1960), Pár Správných Chlapů (1992), A spravedlnost pro všechny..., Rozsudek (1982), Svědek Obžaloby (1957), Dvanáct rozhněvaných mužů (1957), Anatomie vraždy (1959)

### Film noir
- neo-noir (Sin City (2005))
- victim film (Room (2015), Pohřben za živa (2010), Telefonní budka (2003))
- true crime (Psí odpoledne (1975), Hořící Mississippi (1988) Pot a Krev (2013), Zodiac (2007), Podvodník z Tinderu (2022))

### Thriller
(Taxikář (1976), Mlčení jehňátek (1991), Psycho (1960), Sedm (1995), Hra (1997))

### Mysteriózní film
(Vesnice (2004), Šestý smysl (1999),12 opic (1995), Donnie Darko (2001))
- mysteriózní krimi (Sedm (1995), Prokletý ostrov (2010), Memento (2000), Angel Heart (1987))

### Horor
- bloody horror / splatter (Lesní Duch (2013), Cannibal Holocaust (1980), Krvavá hostina (1963))
  - torture porn / gorno (Saw 3 (2007), Lidská Stonožka 2 (2011), Srbský film (2010), Hostel (2005))
  - slasher (Halloween (1978), Noční Můra v Elm Street (1984), Vřískot (1996), Pátek třináctého 2 (1981), Dětská hra (1988))
  - backwoods brutality horror (Texaský masakr motorovou pilou (2003), Hory mají oči (1977))
- splatstick / komediální horor (Braindead (1992), Tucker & Dale vs. Zlo (2010), Tokyo Gore Police (2008), Street Trash (1987))
- sci-fi horor (Vetřelec (1992), Věc (1982), Sliz (1988))
- body horor (Moucha (1986), Věc (1982), Tetsuo (1989), Tokyo Gore Police (2008))
- alegorický horor (matka! (2017), Men (2022), Díra (2019))
- monster horror
- klasický horor (Frankenstein (1931), Drákula (1992))
- upíří horor (Nosferatu (1922))
- vlkodlačí horor (Vlk (1994), Vlkodlak (2010))
- zvířata útočí (Čelisti (1975), Ptáci (1963))
- zombie zvířata útočí (Zombeavers (2014))
- zombie horror (Noc oživlých mrtvol (1968), REC (2007))
- nemrtvý (Den mrtvých (1985), Úsvit mrtvých (1978))
- virus (28 dní Poté (2002), Planeta Terror (2007))
- mimozemšťani (Vetřelec (1979), Věc (1982), Slimák (2006))
- mutanti (Hory mají oči (2006), Pád do tmy (2005), Feast (2005))
- nadpřirozeno (Noční Můra v Elm Street (1984))
- duchařský horor (Nenávist (2004) Kruh (2002) Ti druzí (2001))
- démonický horor (Evil Dead (1981), V zajetí démonů (2003), Vymítač ďábla (1973))
- psychologický horor / thriller (Antikrist (2009), Mlčení jehňátek (1991), Spalovač mrtvol (1969), Psycho (1960))
- folklórní horor (Slunovrat (2019), Maják (2019), Čarodějnice (2015), Rituál (1973), Kletba bratří Grimmů (2005))
- found footage horor (Creep (2014), Záhada Blair Witch (1999), REC (2007), Paranormal activity (2007))

### Komedie
- situační komedie (Přednosta stanice (1941), Na stromě (1971), Tři muži a nemluvně (1985, 1987))
- konverzační komedie (U pokladny stál... (1939), My Fair Lady (1964), Tři muži ve člunu (1956))
- rodinná komedie (Anděl na horách (1955))
- romantická komedie (Pretty Woman (1990), Láska nebeská (2003), Na Hromnice o den více (1993))
- dryáčnická komedie, fraška (Slunce, seno, jahody (1983))
- intelektuální komedie (Hana a její sestry (1986), Pravá blondýnka (2001))
- crazy komedie (Klub sráčů (2000), Zahulíme, uvidíme 2 (2008), Grimsby (2016), Ace Ventura 2: Volání divočiny (1995))
- komedie převleků (Tootsie (1982), Někdo to rád horké (1961), Yentl (1983))
- černá komedie (Americké Psycho (2000), Červená krčka (1952), Jezinky a bezinky (1944), Pane, vy jste vdova! (1971))
- kriminální komedie (Správní Chlapi (2016), Big Lebowski (1998), Jak nevyloupit banku (1974), Kasař (1963))
  - policejní/detektivní „buddy comedy“ (Mizerové II (2003), Smrtonosná zbraň (1987), Poslední skaut (1991), Správní chlapi (2016))
- buddy comedy (Blbý a blbější (1994))
- válečná komedie (Babeta jde do války (1959), MASH (1970), Dobré ráno, Vietname (1987), Sedmá rota (1973), Vojín Benjaminová (1980))
- satira (Dr. Divnoláska (1964), K Zemi Hleď (2021), Borat (2006))
- hořká komedie (Ostře sledované vlaky (1966), Slavnosti sněženek (1984))
- tragikomedie (Zločiny a poklesky (1989), Musíme si pomáhat (2000), (Forrest Gump (1994))
- hororová komedie (Braindead (1992), Ples upírů (1967), Addamsova rodina (1991))
- duchařská komedie (Krásná čarodějka (1942), Krotitelé duchů (1981))
- romantická komedie (Pretty Woman (1990), Prázdniny (2006), Nevěsta na útěku (1999), Madisonské mosty (1995))
- teenagerovská komedie (Prci, prci, prcičky (1999), Eurotrip (2004), Deník princezny (2001), Rafťáci (2006))
- parodie (Scary Movie (2000), Suprhrdina (2008), Limonádový Joe aneb Koňská opera (1964), Pytlákova schovanka (1949), Tajemství hradu v Karpatech (1981), Adéla ještě nevečeřela (1977))
- groteska

### Dobrodružný film
(Jurský park (1993))
- rytířský (Černý tulipán (1964), Hrbáč (1959))
- hledání pokladů (Dobyvatelé ztracené archy (1981), Piráti z Karibiku 2 (2006), Poklad na Stříbrném jezeře (1962), Muž z Ria (1964))
- špionážní (Skyfall (2012), Mission Impossible: Fallout (2018), Dr. No (1962), Osudové selhání (2007))
- dobrodružný válečný (Zachraňte vojína Rayna (1998), Statečné srdce (1995), Krvavý diamant (2006), Hacksaw Ridge: Zrození hrdiny (2016), Generál Patton (1970), Lawrence z Arábie (1962))
- dobrodružný historický (Poslední Mohykán (1992), Gladiátor (2000), Tanec s vlky (1990), Poslední samuraj (2003), Hrdina (2002), Master and Commander: Odvrácená strana světa (2003))
- dobrodružné fantasy (trilogie Pán prstenů, trilogie Hobit, Mumie (1999), Hellboy (2004), Beowulf (2007), King Kong (2005))
- dobrodružné sci-fi (série Star Wars, Interstellar (2014), Duna (2021), Strážci Galaxie (2014), Terminátor 2 (1991), Marťan (2015), A.I. Umělá inteligence (2001))

### Western
- klasický americký western (V pravé poledne (1952), Velká země (1958), Tenkrát na Západě (1968), Sedm statečných (1960))
- revizionistický western (Divoká banda (1969))
- spagetti western (Pro hrst dolarů (1964), Pro pár Dolarů Navíc (1965), Tenkrát na Západě (1968), Django (1966), Velké ticho (1968))
- acid western (Krtek (1970), Uzenáčova chýše (1972), Mrtvý muž (1995))
- neo-western (Za každou cenu (2016), Tahle země není pro starý (2008))
- westernové parodie (Limonádový Joe aneb Koňská opera (1964))
- space western (série Star Wars)

### Historický film
- podle skutečnosti (Schindlerův seznam (1993), Apollo 13 (1995), Shake Hands with the Devil (2007), Hotel Rwanda (2004), Bounty (1984), Poslední souboj (2021), Kladivo na čarodějnice (1969))
- na pozadí historické události  (Babylon (2022), Návrat do Cold Mountain (2003), Barry Lyndon (1975), Apocalypto (2006), Nový svět (2005), Poslední Mohykán (1992))
- podle legendy, báje nebo eposu (Hrdina (2002), Umučení Krista (2004), Ben Hur (1959), Troja (2004))

### Retrofilm
- životopisný film (The Doors (1991) Královna Viktorie (2009), Božská Ema (1979), Tajemství krve (1953), Z mého života (1955), Lincoln (2012))

### Hudební film
(Jazzový zpěvák (1927), All That Jazz (1979), Whiplash (2014), Pink Floyd: The Wall (1982))
- muzikál (Zpívání v dešti (1952), West Side Story (1961), La La Land (2016), Vlasy (1979), Pomáda (1978), Kouř (1990))

### Pohádka
- bajky a zvířecí pohádky (Psí ostrov (2018), Lady a Tramp (1955), Bambi (1942), Lví král (1994))
- pohádky kouzelné (Tři oříšky pro Popelku (1973), Princ a Večernice (1978), Aladin (1992), Na vlásku, (2010))
- pohádky fantastické (Dívka na koštěti (1971), Ledové království (2013))
- pohádky mytologické (Souboj titánů (1981), Legenda o Mulan (1998), Rebelka (2012))
- pohádky umělé (Fimfárum Jana Wericha (2002))

### Road movie
(Bezstarostná jízda (1969), Darjeeling s ručením omezeným (2007))

### Sci-fi film
(Star Wars, Hvězdná pěchota (1997), Sunshine (2007), Pátý element (1997))
- kyberpunk (Blade Runner (1982), Blade Runner 2049 (2017), Ghost in the Shell (1995), Johny Mnemonic (1995))
- akční sci-fi (Terminátor 2: Den zúčtování (1991), Matrix (1999), Na hraně zítřka (2014))
- katastrofické sci-fi (Den nezávislosti (1996))
- filozofické sci-fi (2001: Vesmírná odysea (1968), Blade Runner (1982))
- dobrodružné sci-fi (Duna (2021), Avatar (2009), Interstellar (2014))
- sci-fi horor (Vetřelec (1979), Horizont události (1997))
- sci-fi komedie (Návrat do budoucnosti (1985))

### Fantasy
(trilogie Pán prstenů, Warcraft (2016), Piráti z Karibiku 2: Truhla mrtvého muže (2006), série Harry Potter)

### Katastrofické
(San Andreas (2015), Titanic (1997), Den poté (2004))
- postapokalyptické (Cesta (2012), Šílený Max 2 – Bojovník silnic (1981), Já, legenda (2007))

### Akční film
(Hardcore Henry (2015), Kill Bill (2003), John Wick 3 (2019), Mission Impossible: Fallout (2018), Rychle a zběsile 6 (2013), Muž z oceli (2013), A-Team: Poslední mise (2010), Rambo 3 (1988), Šílený Max: Zběsilá cesta (2015))
- bojový film (Ip Man (2008), Zátah (2011), Tom yum goong (2005))
- superhrdinský (Avengers (2012), Muž z oceli (2013))
- válečný (Černý jestřáb sestřelen (2001))
- heroic blooodshed (Killer (1989), Hard Boiled (1992), Raid (2011), Hardcore Henry (2015), série John Wick)

### Animovaný film
- digitálně animovaný (Toy Story (1995), Shrek (2001))
- ručně kreslený/malovaný (Sněhurka a sedm trpaslíků (1937))
- loutkový film (Fimfárum Jana Wericha (2002), Team America: Světovej policajt (2004))
- clay animation (Wallace a Gromit: Nesprávné kalhoty (1993), The Adventures of Mark Twain (1986))
- stepped animation (Spider-Man: Paralelní světy (2018))
- anime (Akira (1988), Ghost in the Shell (1995))

### Dokumentární film
(Magic Funji (2019), DMT - Spirit Molecule (2010), Kokainoví kovbojové (2006), Crack, Cocaine, Corruption and Conspiracy (2021), Life of Crime 1984-2020 (2021), Icarus (2017), Feels Good Man (2020), Senna (2010), Zátoka (2009), The Doors - When You're Strange (2009), Dig! (2004), Stanley Kubrick: Život v obrazech (2001), Můj milovaný nepřítel (1999), Hearts of Darkness - Filmmaker's Apocalypse (1991), Paris is Burning (1990), They Shall Not Grow Old (2018), Side by Side (2012))

### Found footage
(Patrola (2012))
- hororové found footage (Záhada Blair Witch (1999), Paranormal Activity (2007), REC (2007), Cloverfield (2008))

### Experimentální film
(Muž s kinoaparátem (1929), Andaluský pes (1929), Svatá hora (1973), Zvrácený (2002), Jeanne Dielmanová, Obchodní nábřeží 23, 1080 Brusel (1975), á-B-C-D-é-F-G-H-CH-í-JONESTOWN (2022))